# Batsheva Dance Company
De Batsheva Dance Company (Hebreeuws: להקת בת שבע) is een dansgezelschap in Israël, in 1964 opgericht door de Amerikaanse choreografe Martha Graham (1894-1991) en de Brits-Israëlische filantrope Bethsabée de Rothschild (1914-1999). Het gezelschap is gevestigd in Tel Aviv. Batsheva Dance Company heeft een internationale reputatie en treedt veelvuldig op in het buitenland, waaronder minstens vijftien keer in Nederland en diverse malen in België.

## Geschiedenis
De oprichting van Batsheva Dance Company was het resultaat van de groeiende interesse van Israëlische dansliefhebbers in de Amerikaanse moderne dans, zoals zich die ontwikkeld had in het werk van Martha Graham en Anna Sokolow. Er werden destijds in Israël lessen in 'Grahamtechniek' aangeboden, sommige onderwezen door Rina Schenfeld en Rena Gluck, die na de oprichting jarenlang de belangrijkste dansers van het gezelschap waren. Barones de Rothschild trok haar financiering in 1975 in en beëindigde tevens de relatie van het gezelschap met Graham (die zij sponsorde), wat betekende dat het gezelschap haar werk niet langer kon uitvoeren. Rothschild steunde daarna een nieuw dansgezelschap, Bat-Dor Dance Company, met Jeannette Ordman als artistiek directeur (in 1999 opgeheven). Batsheva liet geleidelijk de Graham-esthetiek varen die de beginjaren had gedomineerd. Tijdens deze overgangsperiode begon het gezelschap het werk van opkomende Israëlische choreografen in zijn repertoire op te nemen.
Kort nadat Ohad Naharin in 1990 tot artistiek directeur werd benoemd, richtte hij het jeugdgezelschap Batsheva Ensemble op, voor dansers van 18 tot 24 jaar. Tot de afgestudeerden behoren choreografen Hofesh Shechter en Itzik Galili. Het ensemble toerde internationaal en trad onder andere op tijdens het Holland Festival (1968, 1992) en het Edinburgh International Festival (2012).
Naharin ontwikkelde ook een eigen bewegingstaal voor Batsheva die bekend staat als 'Gaga'. Deze bewegingstaal is zo invloedrijk geweest in de moderne danswereld dat in 2015 een documentaire met de titel Mr. Gaga werd gemaakt door Tomer Heymann. De documentaire onderzoekt de manieren waarop Gaga als bewegingstaal zowel Batsheva Dance Company als moderne dans in het algemeen heeft gevormd.

## Artistieke leiding
- 1964–1974: Martha Graham
- 1974–1975: Jeannette Ordman
- 1975–1990: wisselende teams van artistieke leiders
- 1990–2018: Ohad Naharin, tevens huischoreograaf
- 2018–: Lior Avizoor

## Huis- en gastchoreografen
- Martha Graham
- Donald McKayle
- Ethel Winter
- Glen Tetley
- Jerome Robbins
- José Limón
- Moshe Efrati
- Pearl Lang
- Herbert Ross
- John Cranko
- Linda Rabin
- Anna Sokolow
- Gene Hill Sagan
- Kurt Jooss
- Christopher Bruce
- Yair Vardi
- Paul Sanasardo
- Valery Panov
- Matthew Diamond
- Ohad Naharin
- Jiri Kylian
- William Forsythe
- Angelin Preljocaj
- Itzik Galili
- Anat Danieli
- Inbal Pinto
- David Parsons
- Sharon Eyal

- Bibliothèque nationale de France: cb148502778 (data)
- International Standard Name Identifier: 0000 0001 2161 4827
- Library of Congress Control Number: nr2007001756
- Nationale Bibliotheek van Tsjechië: ko20201082464
- Nationale Bibliotheek van Israël: 987007308033305171
- Virtual International Authority File: 132881112